# Campeonato Mundial de Baloncesto Sub-21 Masculino de 2001
El Campeonato Mundial de Baloncesto Sub-21 Masculino de 2001 fue la tercera edición de este torneo. Se realizó en la ciudad de Saitama, Japón entre el 2 y el 12 de agosto de 2001. Fue la primera edición que se realizó con jugadores de menos de 21 años, siendo las anteriores 22 años el límite de edad.
Estados Unidos se consagró campeón al vencer en la final a Croacia por 89-80.

## Sede
| Saitama                                      |
| -------------------------------------------- |
| Saitama Super Arena                          |
| 35°53′42″N 139°37′51″E / 35.89500, 139.63083 |
| Capacidad: 37000                             |
|                                              |

## Equipos participantes
| Argentina Australia Corea del Sur Croacia | Egipto Eslovenia España Estados Unidos | República Dominicana Israel Japón Catar |

## Resultados

### Primera fase

#### Grupo A
| Equipo               | Pts | PJ | PG | PP | PF  | PC  | Dif  |
| -------------------- | --- | -- | -- | -- | --- | --- | ---- |
| España               | 9   | 5  | 4  | 1  | 427 | 323 | +104 |
| Australia            | 9   | 5  | 4  | 1  | 443 | 362 | +81  |
| República Dominicana | 8   | 5  | 3  | 2  | 440 | 433 | +7   |
| Eslovenia            | 8   | 5  | 3  | 2  | 378 | 354 | +24  |
| Egipto               | 6   | 5  | 1  | 4  | 329 | 450 | -121 |
| Catar                | 5   | 5  | 0  | 5  | 329 | 424 | -95  |

Fecha 1
| 3 de agosto de 2001 | España                                | 97–64   | República Dominicana |                                                                      |  |
|                     | Parciales: 28-14, 20-17, 22-17, 27-16 |         |                      |                                                                      |  |
|                     |                                       | Reporte |                      | Pabellón: Saitama Super Arena, Saitama Asistencia: 1460 espectadores |  |

| 3 de agosto de 2001 | Catar                                                              | 49–79                | Eslovenia                                                        |                                        |  |
|                     | Parciales: 21-20, 10-24, 7-15, 11-20                               |                      |                                                                  |                                        |  |
|                     | Estadísticas Hussam Ismaiel 11 Hashim Zaidan 7 Daoud Mousa Daoud 6 | Reporte Pts Reb Asts | Estadísticas 16 Boštjan Nachbar 7 Željko Zagorac 5 Primoz Brolih | Pabellón: Saitama Super Arena, Saitama |  |

| 3 de agosto de 2001 | Egipto                                                                       | 67–87                | Australia                                                      |                                                                      |  |
|                     | Parciales: 16-18, 17-25, 17-16, 17-28                                        |                      |                                                                |                                                                      |  |
|                     | Estadísticas Ahmed Abdel-Bary 16 Shabban Abd Badran 10 Mostafa Khedr Khedr 3 | Reporte Pts Reb Asts | Estadísticas 27 David Andersen 13 David Andersen 4 Andrew Rice | Pabellón: Saitama Super Arena, Saitama Asistencia: 3500 espectadores |  |

Fecha 2
| 4 de agosto de 2001 | Eslovenia                                                          | 76–62                | Egipto                                                                       |                                                                      |  |
|                     | Parciales: 20-18, 12-19, 24-14, 20-11                              |                      |                                                                              |                                                                      |  |
|                     | Estadísticas Boštjan Nachbar 22 Smiljan Pavič 11 Boštjan Nachbar 5 | Reporte Pts Reb Asts | Estadísticas 16 Ahmad Abd El Bary 10 Shabban Abd Badran 3 Shabban Abd Badran | Pabellón: Saitama Super Arena, Saitama Asistencia: 2000 espectadores |  |

| 4 de agosto de 2001 | Australia                                                          | 71–75                | España                                                           |                                                                      |  |
|                     | Parciales: 18-17, 22-18, 17-21, 14-19                              |                      |                                                                  |                                                                      |  |
|                     | Estadísticas David Andersen 16 David Andersen 9 Bradley Sheridan 7 | Reporte Pts Reb Asts | Estadísticas 36 Carlos Cabezas 7 Germán Gabriel 4 Carlos Cabezas | Pabellón: Saitama Super Arena, Saitama Asistencia: 3000 espectadores |  |

| 4 de agosto de 2001 | República Dominicana                                                | 101–79               | Catar                                                           |                                                                      |  |
|                     | Parciales: 28-21, 26-14, 25-24, 22-20                               |                      |                                                                 |                                                                      |  |
|                     | Estadísticas Amaury Filion 18 Jack Michael Martinez 8 Luis Flores 3 | Reporte Pts Reb Asts | Estadísticas 19 Yasseen Musa 7 Mohd Mohmmed 8 Daoud Mousa Daoud | Pabellón: Saitama Super Arena, Saitama Asistencia: 2000 espectadores |  |

Fecha 3
| 5 de agosto de 2001 | Egipto                                                              | 79–64                | Catar                                                       |  |  |
|                     | Parciales: 17-16, 26-15, 15-17, 21-16                               |                      |                                                             |  |  |
|                     | Estadísticas Amir Fanan 29 Shaaban Abd Badran 11 Ahmed Abdel-Bary 6 | Reporte Pts Reb Asts | Estadísticas 24 Yasseen Musa 10 Yasseen Musa 5 Yasssen Musa |  |  |

| 5 de agosto de 2001 | España                                                         | 64–74                | Eslovenia                                                         |                   |  |
|                     | Parciales: 10-17, 12-13, 20-20, 22-24                          |                      |                                                                   |                   |  |
|                     | Estadísticas Sergi Vidal 16 Germán Gabriel 11 Carlos Cabezas 5 | Reporte Pts Reb Asts | Estadísticas 19 Boštjan Nachbar 9 Smiljan Pavič 3 Boštjan Nachbar | Pabellón: Saitama |  |

| 5 de agosto de 2001 | Australia                                                     | 100–84               | República Dominicana                                                                   |  |  |
|                     | Parciales: 27-22, 23-24, 23-21, 27-17                         |                      |                                                                                        |  |  |
|                     | Estadísticas Stephen Black 21 David Andersen 8 Luke Doherty 7 | Reporte Pts Reb Asts | Estadísticas 19 Jack Michael Martinez 11 Miguel Ángel Pichardo 3 Jack Michael Martinez |  |  |

Fecha 4
| 7 de agosto de 2001 | República Dominicana                                                                   | 107–76               | Egipto                                                              |  |  |
|                     | Parciales: 26-17, 21-24, 26-16, 34-19                                                  |                      |                                                                     |  |  |
|                     | Estadísticas Jack Michael Martinez 20 Jack Michael Martinez 23 Jack Michael Martinez 5 | Reporte Pts Reb Asts | Estadísticas 22 Amir Fanan 6 Shaaaban Abd Badran 5 Ahmed Abdel-Bary |  |  |

| 7 de agosto de 2001 | Catar                                                           | 69–75                | España                                                                |                   |  |
|                     | Parciales: 19-19, 16-23, 17-17, 17-16                           |                      |                                                                       |                   |  |
|                     | Estadísticas Yasseen Musa 22 Yasseen Musa 9 Daoud Mousa Daoud 7 | Reporte Pts Reb Asts | Estadísticas 16 Antonio Bueno 6 Germán Gabriel 3 José Manuel Calderón | Pabellón: Saitama |  |

| 7 de agosto de 2001 | Eslovenia                                                           | 68–95                | Australia                                                    |  |  |
|                     | Parciales: 18-26, 13-22, 16-26, 21-21                               |                      |                                                              |  |  |
|                     | Estadísticas Željko Zagorac 14 Željko Zagorac 8 Marko Antonijevic 5 | Reporte Pts Reb Asts | Estadísticas 26 Bradley Sheridan 8 Neil Mottram 6 Adam Quick |  |  |

Fecha 5
| 8 de agosto de 2001 | España                                                                  | 116–45               | Egipto                                                                  |                   |  |
|                     | Parciales: 28-13, 28-11, 34-11, 26-10                                   |                      |                                                                         |                   |  |
|                     | Estadísticas José López Valera 23 José López Valera 9 Berni Rodríguez 5 | Reporte Pts Reb Asts | Estadísticas 11 Walid AbdelKader 7 Shaaban Abd Badran 3 Yaser Elhabashy | Pabellón: Saitama |  |

| 8 de agosto de 2001 | Eslovenia                                                          | 81–84                | República Dominicana                                      |  |  |
|                     | Parciales: 14-25, 31-17, 19-20, 17-22                              |                      |                                                           |  |  |
|                     | Estadísticas Željko Zagorac 25 Željko Zagorac 13 Boštjan Nachbar 4 | Reporte Pts Reb Asts | Estadísticas 28 Luis Flores 8 Amaury Filion 5 Luis Flores |  |  |

| 8 de agosto de 2001 | Australia                                                          | 90–68                | Catar                                                      |                   |  |
|                     | Parciales: 24-19, 22-15, 21-17, 23-17                              |                      |                                                            |                   |  |
|                     | Estadísticas Andrew James Rice 23 Andrew James Rice 9 Adam Quick 8 | Reporte Pts Reb Asts | Estadísticas 19 Yasseen Musa 8 Yasseen Musa 4 Yasseen Musa | Pabellón: Saitama |  |

#### Grupo B
| Equipo         | Pts | PJ | PG | PP | PF  | PC  | Dif  |
| -------------- | --- | -- | -- | -- | --- | --- | ---- |
| Estados Unidos | 10  | 5  | 5  | 0  | 521 | 374 | +147 |
| Israel         | 9   | 5  | 4  | 1  | 433 | 380 | +53  |
| Argentina      | 8   | 5  | 3  | 2  | 417 | 371 | +46  |
| Croacia        | 7   | 5  | 2  | 3  | 458 | 411 | +47  |
| Japón          | 6   | 5  | 1  | 4  | 411 | 531 | -120 |
| Corea del Sur  | 5   | 5  | 0  | 5  | 396 | 569 | -173 |

Fecha 1
| 3 de agosto de 2001 | Corea del Sur                         | 69–95   | Israel |                   |  |
|                     | Parciales: 16-21, 15-22, 18-25, 20-27 |         |        |                   |  |
|                     |                                       | Reporte |        | Pabellón: Saitama |  |

| 3 de agosto de 2001 | Japón                                             | 56–93                | Argentina                                                     |                                        |  |
|                     | Parciales: 17-29, 11-17, 15-21, 13-26             |                      |                                                               |                                        |  |
|                     | Estadísticas Sato Taku 18 Taku Sato 7 Taku Sato 4 | Reporte Pts Reb Asts | Estadísticas 24 Luis Scola 13 Pedro Calderon 5 Carlos Delfino | Pabellón: Saitama Super Arena, Saitama |  |

| 3 de agosto de 2001 | Croacia                                                       | 69–88                | Estados Unidos                                                     |                                        |  |
|                     | Parciales: 18-18, 15-18, 17-21, 19-31                         |                      |                                                                    |                                        |  |
|                     | Estadísticas Bruno Sundov 14 Jasmin Perkovic 6 Mario Stojić 3 | Reporte Pts Reb Asts | Estadísticas 18 Carlos Boozer 6 Nick Collison 5 James Caron Butler | Pabellón: Saitama Super Arena, Saitama |  |

Fecha 2
| 4 de agosto de 2001 | Argentina                                                     | 92–77                | Croacia                                                     |                                        |  |
|                     | Parciales: 26-18, 20-23, 30-14, 16-22                         |                      |                                                             |                                        |  |
|                     | Estadísticas Luis Scola 42 Pedro Calderon 7 Diego Ciorciari 6 | Reporte Pts Reb Asts | Estadísticas 35 Mario Stojić 6 Jasmin Perkovic 4 Ivan Tomas | Pabellón: Saitama Super Arena, Saitama |  |

| 4 de agosto de 2001 | Israel                                                | 102–80               | Japón                                                                |                   |  |
|                     | Parciales: 26-16, 25-24, 23-23, 28-17                 |                      |                                                                      |                   |  |
|                     | Estadísticas Ori Ichaki 18 Tal Burstein 7 Erez Katz 9 | Reporte Pts Reb Asts | Estadísticas 22 Fumio Murayama 5 Hidenori Kashiwakura 9 Kensuke Sato | Pabellón: Saitama |  |

| 4 de agosto de 2001 | Estados Unidos                                                | 128–73               | Corea del Sur                                              |                   |  |
|                     | Parciales: 34-21, 31-20, 25-9, 38-23                          |                      |                                                            |                   |  |
|                     | Estadísticas Reggie Evans 20 Nick Collison 7 Jameer Nelson 10 | Reporte Pts Reb Asts | Estadísticas 15 Jeong Jae-Hoe 4 Kim Donguk 5 Jeong Jae-Hoe | Pabellón: Saitama |  |

Fecha 3
| 5 de agosto de 2001 | Croacia                                                           | 70–82                | Israel                                                    |                   |  |
|                     | Parciales: 23-16, 16-22, 20-24, 11-20                             |                      |                                                           |                   |  |
|                     | Estadísticas Zoran Planinić 18 Krešimir Lončar 9 Zoran Planinić 4 | Reporte Pts Reb Asts | Estadísticas 12 Matan Naor 4 Yizhaq Ohanon 6 Tal Burstein | Pabellón: Saitama |  |

| 5 de agosto de 2001 | Japón                                                              | 111–108              | Corea del Sur                                             |  |  |
|                     | Parciales: 19-18, 21-23, 29-21, 18-25 (T.E.: 12-12, 12-9           |                      |                                                           |  |  |
|                     | Estadísticas Yuta Tabuse 29 Daiji Yamada 19 Hidenori Kashiwakura 6 | Reporte Pts Reb Asts | Estadísticas 21 Kim Dong-Woo 11 Kim Il-Du 7 Jeong Jae-hoe |  |  |

| 5 de agosto de 2001 | Argentina                                                              | 71–84                | Estados Unidos                                            |                                        |  |
|                     | Parciales: 23-25, 16-22, 22-23, 10-14                                  |                      |                                                           |                                        |  |
|                     | Estadísticas Adrián Boccia 17 Federico Kammerichs 11 Diego Ciorciari 2 | Reporte Pts Reb Asts | Estadísticas 18 Carlos Boozer 8 Chris Duhon 5 Chris Duhon | Pabellón: Saitama Super Arena, Saitama |  |

Fecha 4
| 7 de agosto de 2001 | Corea del Sur                                              | 72–137               | Croacia                                                       |                   |  |
|                     | Parciales: 17-35, 11-26, 21-33, 23-43                      |                      |                                                               |                   |  |
|                     | Estadísticas Park Sung-Wook 23 Kim Donguk 5 Jung Sun-kyu 5 | Reporte Pts Reb Asts | Estadísticas 19 Srdan Subotic 6 Krešimir Lončar 5 Marko Malic | Pabellón: Saitama |  |

| 7 de agosto de 2001 | Estados Unidos                                                    | 123–87               | Japón                                                      |                                        |  |
|                     | Parciales: 36-23, 31-23, 34-18, 22-23                             |                      |                                                            |                                        |  |
|                     | Estadísticas James Caron Butler 17 Carlos Boozer 11 Chris Duhon 6 | Reporte Pts Reb Asts | Estadísticas 20 Fumio Murayama 8 Yuta Tabuse 8 Yuta Tabuse | Pabellón: Saitama Super Arena, Saitama |  |

| 7 de agosto de 2001 | Israel                                                    | 80–63                | Argentina                                                 |                                        |  |
|                     | Parciales: 21-24, 15-9, 22-20, 22-10                      |                      |                                                           |                                        |  |
|                     | Estadísticas Afik Nissim 16 Shahar Gordon 9 Afik Nissim 4 | Reporte Pts Reb Asts | Estadísticas 20 Luis Scola 8 Luis Scola 3 Diego Ciorciari | Pabellón: Saitama Super Arena, Saitama |  |

Fecha 5
| 8 de agosto de 2001 | Argentina                                                           | 98–74                | Corea del Sur                                               |                                        |  |
|                     | Parciales: 31-17, 23-15, 19-27, 25-15                               |                      |                                                             |                                        |  |
|                     | Estadísticas Luis Scola 20 Federico Kammerichs 13 Diego Ciorciari 5 | Reporte Pts Reb Asts | Estadísticas 27 Kim Dong-Woo 12 Kim Dong-Woo 8 Jung Sun-Kyu | Pabellón: Saitama Super Arena, Saitama |  |

| 8 de agosto de 2001 | Croacia                                                      | 105–77               | Japón                                                              |                   |  |
|                     | Parciales: 28-14, 19-22, 33-16, 25-25                        |                      |                                                                    |                   |  |
|                     | Estadísticas Zoran Planinić 26 Boris Dzidic 9 Mario Stojić 7 | Reporte Pts Reb Asts | Estadísticas 20 Kensuke Sato 5 Daiji Yamada 7 Hidenori Kashiwakura | Pabellón: Saitama |  |

| 8 de agosto de 2001 | Israel                                                   | 74–98                | Estados Unidos                                              |                   |  |
|                     | Parciales: 29-26, 22-26, 11-22, 12-24                    |                      |                                                             |                   |  |
|                     | Estadísticas Yaniv Green 18 Yaniv Green 7 Tal Burstein 4 | Reporte Pts Reb Asts | Estadísticas 21 Caron Butler 11 Carlos Boozer 8 Chris Duhon | Pabellón: Saitama |  |

### Fase final

#### Campeonato
|  | Cuartos de final     | Cuartos de final |                      |                | Semifinales  | Semifinales  |           |                | Final                | Final        |  |
|  | 10 de agosto         | 10 de agosto     |                      |                | 11 de agosto | 11 de agosto |           |                | 12 de agosto         | 12 de agosto |  |
|  |                      |                  |                      |                |              |              |           |                |                      |              |  |
|  |                      |                  |                      |                |              |              |           |                |                      |              |  |
|  | Estados Unidos       | 110              |                      |                |              |              |           |                |                      |              |  |
|  | Estados Unidos       | 110              |                      |                |              |              |           |                |                      |              |  |
|  | Eslovenia            | 83               |                      |                |              |              |           |                |                      |              |  |
|  | Eslovenia            | 83               |                      | Estados Unidos | 95           |              |           |                |                      |              |  |
|  |                      |                  |                      | Estados Unidos | 95           |              |           |                |                      |              |  |
|  |                      |                  | Argentina            | 90             |              |              |           |                |                      |              |  |
|  | Australia            | 64               | Argentina            | 90             |              |              |           |                |                      |              |  |
|  | Australia            | 64               |                      |                |              |              |           |                |                      |              |  |
|  | Argentina            | 75               |                      |                |              |              |           |                |                      |              |  |
|  | Argentina            | 75               |                      |                |              |              |           | Estados Unidos | 89                   |              |  |
|  |                      |                  |                      |                |              |              |           | Estados Unidos | 89                   |              |  |
|  |                      |                  | Croacia              | 80             |              |              |           |                |                      |              |  |
|  | España               | 67               | Croacia              | 80             |              |              |           |                |                      |              |  |
|  | España               | 67               |                      |                |              |              |           |                |                      |              |  |
|  | Croacia              | 83               |                      |                |              |              |           |                |                      |              |  |
|  | Croacia              | 83               |                      | Croacia        | 89           |              |           | Tercer lugar   | Tercer lugar         |              |  |
|  |                      |                  |                      | Croacia        | 89           |              |           | Tercer lugar   | Tercer lugar         |              |  |
|  |                      |                  | República Dominicana | 64             |              |              |           |                |                      |              |  |
|  | Israel               | 72               | República Dominicana | 64             |              |              | Argentina | 87             |                      |              |  |
|  | Israel               | 72               |                      |                |              |              | Argentina | 87             |                      |              |  |
|  | República Dominicana | 91               |                      |                |              |              |           |                | República Dominicana | 82           |  |
|  | República Dominicana | 91               |                      |                |              |              |           |                | República Dominicana | 82           |  |
|  |                      |                  |                      |                |              |              |           |                |                      |              |  |

| Bandera de Estados Unidos |
| Campeón Estados Unidos    |
| Segundo título            |

##### Cuartos de final
| 10 de agosto de 2001, 9:30 (UTC+9) | Israel                                                  | 72–91                | República Dominicana                                                  |                                        |  |
|                                    | Parciales: 18-21, 12-25, 14-14, 28-31                   |                      |                                                                       |                                        |  |
|                                    | Estadísticas Ori Ichaki 22 Yaniv Green 6 Tal Burstein 4 | Reporte Pts Reb Asts | Estadísticas 22 Luis Flores 17 Jack Michael Martínez 5 Cristian Arias | Pabellón: Saitama Super Arena, Saitama |  |

| 10 de agosto de 2001, 11:40 (UTC+9) | España                                                                 | 67–83                | Croacia                                                                          |                                        |  |
|                                     | Parciales: 15-22, 17-13, 11-21, 24-27                                  |                      |                                                                                  |                                        |  |
|                                     | Estadísticas Berni Rodríguez 13 Antonio Bueno 6 José Manuel Calderon 5 | Reporte Pts Reb Asts | Estadísticas 17 Mario Stojic y Zoran Planinić 8 Krešimir Lončar 7 Zoran Planinić | Pabellón: Saitama Super Arena, Saitama |  |

| 10 de agosto de 2001, 18:10 (UTC+9) | Australia                                                        | 64–75                | Argentina                                                                                     |                                                                      |  |
|                                     | Parciales: 20-22, 17-13, 8-15, 19-25                             |                      |                                                                                               |                                                                      |  |
|                                     | Estadísticas David Andersen 13 Bradley Sheridan 6 Neil Mottram 5 | Reporte Pts Reb Asts | Estadísticas 21 Federico Kammerichs 6 Gabriel Mikulas y Federico Kammerichs 5 Diego Ciorciari | Pabellón: Saitama Super Arena, Saitama Asistencia: 1500 espectadores |  |

| 10 de agosto de 2001, 20:20 (UTC+9) | Estados Unidos                                                          | 110–83               | Eslovenia                                                                      |                                        |  |
|                                     | Parciales: 30-21, 24-20, 25-21, 31-21                                   |                      |                                                                                |                                        |  |
|                                     | Estadísticas Chris Duhon y Reggie Evans 17 Brian Cook 9 Jameer Nelson 6 | Reporte Pts Reb Asts | Estadísticas 23 Zeljko Zagorac 7 Smiljan Pavic 4 Boštjan Nachbar y Saso Ozbolt | Pabellón: Saitama Super Arena, Saitama |  |

##### Semifinal
| 11 de agosto de 2001, 18:10 (UTC+9) | República Dominicana                                                    | 64–89                | Croacia                                                                    |                                                                      |  |
|                                     | Parciales: 18-30, 15-8, 13-20, 18-31                                    |                      |                                                                            |                                                                      |  |
|                                     | Estadísticas Luis Flores 17 Jack Michael Martínez 13 cuatro jugadores 2 | Reporte Pts Reb Asts | Estadísticas 25 Mario Stojic y Srdan Subotic 7 Boris Dzidic 6 Mario Stojic | Pabellón: Saitama Super Arena, Saitama Asistencia: 3200 espectadores |  |

| 11 de agosto de 2001, 20:20 (UTC+9) | Argentina                                                 | 90–95                | Estados Unidos                                               |                                                                      |  |
|                                     | Parciales: 23-26, 22-19, 17-24, 28-26                     |                      |                                                              |                                                                      |  |
|                                     | Estadísticas Luis Scola 19 Pedro Calderón 6 Eloy Martín 6 | Reporte Pts Reb Asts | Estadísticas 29 Carlos Boozer 9 Carlos Boozer 12 Chris Duhon | Pabellón: Saitama Super Arena, Saitama Asistencia: 2500 espectadores |  |

##### Tercer Puesto
| 12 de agosto de 2001, 13:50 (UTC+9) | República Dominicana                                                                          | 82–87                | Argentina                                                                           |                                                                      |  |
|                                     | Parciales: 19-27, 15-15, 24-21, 24-24                                                         |                      |                                                                                     |                                                                      |  |
|                                     | Estadísticas Jack Michael Martínez 20 Jack Michael Martínez 14 Luis Flores y Cristian Arias 4 | Reporte Pts Reb Asts | Estadísticas 27 Federico Kammerichs 8 Luis Scola y Federico Kammerichs 6 Luis Scola | Pabellón: Saitama Super Arena, Saitama Asistencia: 4000 espectadores |  |

##### Final
| 12 de agosto de 2001, 16:00 (UTC+9) | Croacia                                                        | 80–89                | Estados Unidos                                            |                                                                      |  |
|                                     | Parciales: 26-22, 21-20, 12-27, 21-20                          |                      |                                                           |                                                                      |  |
|                                     | Estadísticas Mario Stojic 24 Bruno Sundov 12 Zoran Planinić 12 | Reporte Pts Reb Asts | Estadísticas 24 Troy Bell 11 Carlos Boozer 14 Chris Duhon | Pabellón: Saitama Super Arena, Saitama Asistencia: 4200 espectadores |  |

#### Quinto al octavo puesto
|  | Eliminatoria del 5.º al 8.º | Eliminatoria del 5.º al 8.º |    |                  | 5.º y 6.º        | 5.º y 6.º |  |
|  |                             |                             |    |                  |                  |           |  |
|  | 10 de agosto                |                             |    |                  |                  |           |  |
|  | Israel                      | 68                          |    |                  |                  |           |  |
|  | España                      | 76                          |    |                  |                  |           |  |
|  |                             |                             |    |                  |                  |           |  |
|  |                             |                             |    |                  | 12 de agosto     |           |  |
|  |                             |                             |    |                  | España           | 79        |  |
|  |                             | Eslovenia                   | 65 |                  |                  |           |  |
|  |                             |                             |    |                  |                  |           |  |
|  |                             |                             |    |                  |                  |           |  |
|  |                             |                             |    |                  | 7.º y 8.º        |           |  |
|  | 10 de agosto                | 10 de agosto                |    | 11 de septiembre | 11 de septiembre |           |  |
|  | Australia                   | 89                          |    | Israel           | 80               |           |  |
|  | Eslovenia                   | 99                          |    |                  | Australia        | 77        |  |

##### Semifinales
| 11 de agosto de 2001, 11:40 (UTC+9) | Israel                                                                     | 68–76                | España                                                        |                                                                      |  |
|                                     | Parciales: 22-22, 19-16, 11-20, 16-18                                      |                      |                                                               |                                                                      |  |
|                                     | Estadísticas Tal Burstein 20 Shahar Gordon y Tal Burstein 5 Tal Burstein 3 | Reporte Pts Reb Asts | Estadísticas 30 Carlos Cabezas 8 Germán Gabriel 5 Sergi Vidal | Pabellón: Saitama Super Arena, Saitama Asistencia: 1800 espectadores |  |

| 11 de agosto de 2001, 13:15 (UTC+9) | Australia                                                           | 89–99                | Eslovenia                                                 |                                                                      |  |
|                                     | Parciales: 23-20, 25-19, 17-31, 21-29                               |                      |                                                           |                                                                      |  |
|                                     | Estadísticas Andrew Rice 22 Andrew Rice y Adam Quick 5 Adam Quick 6 | Reporte Pts Reb Asts | Estadísticas 21 Milan Klepo 9 Smiljan Pavic 6 Sašo Ožbolt | Pabellón: Saitama Super Arena, Saitama Asistencia: 2500 espectadores |  |

##### Séptimo Puesto
| 12 de agosto de 2001, 9:30 (UTC+9) | Israel                                                | 80–77                | Australia                                                      |                                                                      |  |
|                                    | Parciales: 26-15, 21-13, 17-16, 16-33                 |                      |                                                                |                                                                      |  |
|                                    | Estadísticas Afik Nissim 13 Yaniv Green 5 Erez Katz 7 | Reporte Pts Reb Asts | Estadísticas 18 Stephen Black 7 Luke Schenscher 4 Luke Kendall | Pabellón: Saitama Super Arena, Saitama Asistencia: 2000 espectadores |  |

##### Final
| 12 de agosto de 2001, 11:40 (UTC+9) | España                                                                              | 79–65                | Eslovenia                                                         |                                                                      |  |
|                                     | Parciales: 20-16, 16-18, 22-12, 21-19                                               |                      |                                                                   |                                                                      |  |
|                                     | Estadísticas Carlos Cabezas 19 Germán Gabriel y Berni Rodríguez 6 Berni Rodríguez 7 | Reporte Pts Reb Asts | Estadísticas 18 Zeljko Zagorac 10 Smiljan Pavic 7 Boštjan Nachbar | Pabellón: Saitama Super Arena, Saitama Asistencia: 5000 espectadores |  |

#### Noveno a duodécimo puesto
|  | Eliminatoria del 9.º al 12.º | Eliminatoria del 9.º al 12.º |       |        | 9.º y 10.º    | 9.º y 10.º   |  |
|  | 10 de agosto                 | 10 de agosto                 |       |        | 11 de agosto  | 11 de agosto |  |
|  |                              |                              |       |        |               |              |  |
|  |                              |                              |       |        |               |              |  |
|  | Egipto                       | 101                          |       |        |               |              |  |
|  | Egipto                       | 101                          |       |        |               |              |  |
|  | Corea del Sur                | 76                           |       |        |               |              |  |
|  | Corea del Sur                | 76                           |       | Egipto | 76            |              |  |
|  |                              |                              |       | Egipto | 76            |              |  |
|  |                              |                              | Catar | 91     |               |              |  |
|  | Japón                        | 80                           | Catar | 91     |               |              |  |
|  | Japón                        | 80                           |       |        |               |              |  |
|  | Catar                        | 96                           |       |        | 11.º y 12.º   | 11.º y 12.º  |  |
|  | Catar                        | 96                           |       |        | 11.º y 12.º   | 11.º y 12.º  |  |
|  |                              |                              |       |        |               |              |  |
|  |                              |                              |       |        | Corea del Sur | 81           |  |
|  |                              |                              |       |        | Corea del Sur | 81           |  |
|  |                              |                              |       |        | Japón         | 82           |  |
|  |                              |                              |       |        | Japón         | 82           |  |
|  |                              |                              |       |        |               |              |  |

##### Semifinales
| 10 de agosto de 2001 | Egipto                                                       | 101–76               | Corea del Sur                                          |                                                                      |  |
|                      | Parciales: 32-27, 19-19, 25-14, 25-16                        |                      |                                                        |                                                                      |  |
|                      | Estadísticas Hany Elbanna 28 Shaaban Badran 20 Ramy Gunady 5 | Reporte Pts Reb Asts | Estadísticas 17 Kim y Park 8 Dong-Woo Kim 6 Donguk Kim | Pabellón: Saitama Super Arena, Saitama Asistencia: 1100 espectadores |  |

| 10 de agosto de 2001 | Japón                                                                                       | 80–96                | Catar                                                      |                                                                      |  |
|                      | Parciales: 22-32, 15-11, 23-28, 20-25                                                       |                      |                                                            |                                                                      |  |
|                      | Estadísticas Kensuke Sato y Jun Uzawa 16 Kensuke Sato y Jun Uzawa 6 Hidenori Kashiwakura 10 | Reporte Pts Reb Asts | Estadísticas 20 Yasseen Musa 14 Hashim Zaidan 6 Daoud Musa | Pabellón: Saitama Super Arena, Saitama Asistencia: 2000 espectadores |  |

##### Undécimo Puesto
| 11 de agosto de 2001 | Corea del Sur                                               | 81–82                | Japón                                                             |                                                                      |  |
|                      | Parciales: 24-21, 24-14, 14-24, 19-23                       |                      |                                                                   |                                                                      |  |
|                      | Estadísticas Dong-Woo Kim 22 Dong-Woo Kim 11 Sun-Kyu Jung 7 | Reporte Pts Reb Asts | Estadísticas 21 Kensuke Sato 11 Jun Uzawa 15 Hidenori Kashiwakura | Pabellón: Saitama Super Arena, Saitama Asistencia: 5000 espectadores |  |

##### Final
| 11 de agosto de 2001, 9:30 (UTC+9) | Catar                                                                        | 76–91                | Egipto                                                                             |                                        |  |
|                                    | Parciales: 16-34, 20-22, 19-23, 21-12                                        |                      |                                                                                    |                                        |  |
|                                    | Estadísticas Mohd Mohamed 18 Mohd Mohamed y Yasseen Musa 7 Khalid Al Nasr 10 | Reporte Pts Reb Asts | Estadísticas 23 Ahmed Abdel-Bary y Shaaban Badran 22 Shaaban Badran 6 Hany Elbanna | Pabellón: Saitama Super Arena, Saitama |  |

## Estadísticas

### Líderes individuales

#### Puntos
|    | Jugador               | J | Pts | Prom |
| -- | --------------------- | - | --- | ---- |
| 1  | Luis Scola            | 7 | 151 | 21.6 |
| 2  | Luis Flores           | 7 | 134 | 19.1 |
| 3  | Mario Stojic          | 8 | 146 | 18.3 |
| 4  | Yasseen Musa          | 7 | 128 | 17.4 |
| 5  | Ahmed Abd El Bary     | 7 | 122 | 17.1 |
| 6  | Carlos Cabezas        | 7 | 120 | 17   |
| 7  | Jack Michael Martinez | 7 | 119 | 16.5 |
| 8  | Boštjan Nachbar       | 8 | 132 | 16.3 |
| 9  | Dong-Woo Kim          | 6 | 98  | 15.9 |
| 10 | Carlos Boozer         | 8 | 127 | 15.5 |